# 티시태시
《티시태시》(영어: Tish Tash)는 스튜디오 게일, 교육방송, August Media Holdings, Synergy88 Entertainment에서 만든 대한민국의 애니메이션으로, EBS 1TV에서 2020년 9월 28일부터 12월 22일까지 매주 월~화요일 오전 8시 30분에 방영했다.

## 방송 일시
| 방송 채널 | 방송일                      | 방송 시간                     |
| --------- | --------------------------- | ----------------------------- |
| EBS 1TV   | 2020년 9월 28일 ~ 12월 22일 | 월요일 ~ 화요일 오전 8시 30분 |

## 등장 인물
- 티시(주인공)
- 태시(티시의 상상 친구)
- 폴라(티시의 아빠)
- 로사(티시의 엄마)
- 바비(티시의 동생)
- 토비(티시의 친구)
- 제피(티시의 친구)
- 코리(티시의 친구)

## 목소리
- 김시은: 티시
- 김은솔: 태시
- 원호섭: 폴라
- 이소영: 로사
- 홍준: 바비
- 리준서: 토비
- 최시안: 제피
- 리나경: 코리

## 제작진
- 책임 프로듀서: 안소진
- 프로듀서: 신진수
- 애니메이션 제작
  - 기획/총감독: 신창환
  - 책임 프로듀서: 신창환, Jyotirmoy Saha, Jackeline Chua, Bernard Chong
  - 프로듀서: 이선주
  - 라인 프로듀서: Hazel Lau
  - 협력 프로듀서: Chris White, Jamie Badminton
- 구성
  - 시나리오 수퍼바이저: 신창환, Tim O'Sullivan
  - 시나리오: 김영갑, 도경민, 서혜림, 우수진, 감미아, Benjamin Cook, Eddie Robson, Matilda Tristram
  - 스토리보드: 김보경, Karrot animation, ASI Studios, Davide Veca
- 디자인
  - 아트 디렉터: 류정우, Rebecca Whiteman
  - 캐릭터 디자인: 박정민, 이소영, 김윤아
  - 배경 디자인: 정미경, 우예미, 김다현, 김향림, 이시연
- 애니메이션
  - 애니메이션 연출: 신창환, Tony Dinosaur Clarke
  - 배경제작(컬러): 박용제, 강지은, 손주진, 박현미, 이화진, 박혜린, 권나연, 서유연, 박나진, 박시윤
  - 애니메이션 레이아웃/원화/동화/합성: ㈜파프리카엔터테인먼트, ㈜매직영상, ㈜펠릭스스튜디오, ASI Studios
  - 편집: 이선주
- 제작 책임: (주) 스튜디오 게일
  - 행정: 이준혁, 이민주, 봉선화, 전민주
  - 시스템 관리: 박영신
  - 콘텐츠 사업: 변은호, 주영재, 이현정, 반지영, 박지혜
  - 해외 마케팅: 주아름, 김지혜
- 사운드
  - 음악: 김정아, 최창국, 김태진, 박진현, 윤주현, 서유원(사운즈쿨)
  - 음향: 양성규(라퓨타뮤직)
  - 오프닝, 엔딩 주제가 작사: 신창환
  - 오프닝, 엔딩 주제가 작곡: 윤주현, 김정아
  - 오프닝곡 노래: 설가은, 노시온, 노시영
  - 엔딩곡 노래: 도우미
  - 녹음: 부유정(POPES)
  - 믹싱: 강희중(POPES)
  - 문자그래픽: 최기화
  - 기술감독: 우동철
  - 녹음 연출: 조성희
  - 제작 지원: 한국콘텐츠진흥원 (KOREA CREATIVE CONTENT AGENCY)
- 기획: EBS
- 제작: (주) 스튜디오 게일, EBS, August Media Holdings, Synergy88 Entertainment

## 방영 목록
| 회차       | 제목                                   | 방송 일자        |
| ---------- | -------------------------------------- | ---------------- |
| 1화        | 휴가를 떠나요공평하게 나눠요           | 2020년 9월 28일  |
| 2화        | 바비의 과자우주 정글짐                 | 2020년 9월 29일  |
| 3화        | 내가 안 그랬어요잠 못 드는 밤          | 2020년 10월 5일  |
| 4화        | 주말 쇼핑따라쟁이 바비                 | 2020년 10월 6일  |
| 5화        | 보물을 찾아서꼬마 거북을 찾아라        | 2020년 10월 12일 |
| 6화        | 피아노 연습바비의 세상                 | 2020년 10월 13일 |
| 7화        | 토비의 생일파티궁금한 게 많아요        | 2020년 10월 19일 |
| 8화        | 물고기 케이크바비 돌보기               | 2020년 10월 20일 |
| 9화        | 월요일 아침아빠는 힘들어               | 2020년 10월 26일 |
| 10화       | 핼러윈 의상 고르기우주 대영웅 티시태시 | 2020년 10월 27일 |
| 11화       | 수잔을 구해라구름 거인                 | 2020년 11월 2일  |
| 12화       | 세균 퇴치 특공대미래의 나              | 2020년 11월 3일  |
| 13화       | 파이 도둑을 찾아라새로운 음식이 싫어요 | 2020년 11월 9일  |
| 14화       | 그림자 집바닷속 보물                   | 2020년 11월 10일 |
| 15화       | 이기고 말 거야하늘을 날아라            | 2020년 11월 16일 |
| 16화       | 김치 용암정원 동물원                   | 2020년 11월 17일 |
| 17화       | 수학 감옥냉장고 탐험                   | 2020년 11월 23일 |
| 18화       | 대마법사 티시캠핑장에서                | 2020년 11월 24일 |
| 19화       | 우리는 한 팀무섭지 않아요              | 2020년 11월 30일 |
| 20화       | 피라미드 속으로어떤 공룡이 필요할까?   | 2020년 12월 1일  |
| 21화       | 오아시스를 찾아서구슬 찾기             | 2020년 12월 7일  |
| 22화       | 슬퍼하지 마, 제피우주 쓰레기 소탕작전  | 2020년 12월 8일  |
| 23화       | 판매왕 티시입 속 동굴                  | 2020년 12월 14일 |
| 24화       | 디저트 성을 향해비 오는 날도 재미있어  | 2020년 12월 15일 |
| 25화       | 선물 고르기석기시대 바비큐             | 2020년 12월 21일 |
| 최종화(26) | 크리스마스 트리공주를 구하라           | 2020년 12월 22일 |